# Michael Mifsud
Michael Mifsud (* 17. April 1981 in Pietà) ist ein maltesischer Fußballspieler. Er ist Rekordtorschütze und Kapitän der maltesischen Fußballnationalmannschaft.

## Karriere
Mifsud begann seine Karriere bei den Sliema Wanderers. 2001 wurde er vom 1. FC Kaiserslautern für dessen 2. Mannschaft verpflichtet, kam jedoch auch zu Einsätzen im Profiteam. Insgesamt spielte er von 2001 bis 2003 21 Mal in der 1. Bundesliga und erzielte dabei zwei Tore. Er war der erste Malteser in der höchsten deutschen Spielklasse.
Anfang 2004 wechselte er für ein halbes Jahr zurück nach Malta zu den Sliema Wanderers, wo er Meisterschaft und Pokal gewann. Von Sommer 2004 bis Januar 2007 spielte er bei Lillestrøm SK in Norwegen und wechselte dann zu dem englischen Zweitligisten Coventry City. In der Winterpause der Saison 2008/09 wurde er an den FC Barnsley verliehen.
Ab Juli 2009 war er zunächst vertragslos, ehe er im März 2010 zum FC Valletta wechselte. 2013 verließ er Malta wieder und wechselte zum australischen Profiklub Melbourne Heart. Im Juni 2014 kehrte er zu den Sliema Wanderers zurück und wechselte im Januar 2016 zum dritten Mal bei den FC Valletta und konnte in der gleichen Saison sofort das Double feiern. Nach 2 Jahren spielte er für Birkirkara FC, dann für Sirens FC ab 2020.

## Nationalmannschaft
Für die maltesische Nationalmannschaft bestritt er 143 Spiele und erzielte dabei 42 Tore. Er erzielte bei einem Freundschafts-Länderspiel am 26. März 2008 gegen die Auswahl aus Liechtenstein 5 Tore, darunter einen lupenreinen Hattrick in 21 Minuten. Malta gewann das Spiel 7:1.

## Erfolge
- Maltesischer Meister: 2004, 2012, 2016, 2018
- Maltesischer Pokalsieger: 2000, 2004, 2010, 2018
- Maltesischer Superpokalsieger: 2012, 2013, 2017
- Maltesischer Torschützenkönig: 1999, 2000